# Министерство финансов Нидерландов
Министерство финансов Нидерландов занимается национальным бюджетом, налоговой и финансово-экономической политикой, включая надзор за финансовыми рынками.

## Обязанности
- Отвечает за доходы и расходы Королевства.
- собирает налоги и развивает налогового законодательства.
- стремится расходовать бюджет правительства ответственно, эффективно и результативно.
- контролирует финансовые рынки, банки и финансовые переводы.

## Отделы
- Генеральный директорат по финансово-экономической политике
- Генеральный директорат по вопросам бюджета
- Генеральный директорат по финансово-бюджетным вопросам
- Генеральный директорат по налогообложению
  - Налоговая и таможенная администрация
    - Налоговая служба Нидерландов
      - Таможенная служба 
      - Налоговая полиция

  - Служба государственной собственности